# Edvard Peperko
Edvard Peperko, slovenski vojak, * 2. junij 1966, Kamnik, † 27. junij 1991, Trzin.

## Življenje in smrt
Peperko je bil doma iz Kamnika, začasno pa je živel v Domžalah. Zapustil je ženo in enega otroka. V junijski vojni za Slovenijo je bil ena prvih žrtev. 27. junija 1991 so ga armadni specialci v Trzinu zadeli v prsi. Za hudo ranjenega Peperka so poklicali rešilni avtomobil iz Domžal, vendar je med vožnjo pri Šentjakobu umrl.

## Priznanja
Leta 1992 je posmrtno prejel častni znak svobode Republike Slovenije z naslednjo utemeljitvijo: »za izjemne zasluge pri obrambi svobode in uveljavljanju suverenosti Republike Slovenije«.
Minister za obrambo Republike Slovenije je leta 2012 po njem poimenoval vojašnico Edvarda Peperka (prej vojašnica Franca Rozmana - Staneta) v Ljubljani. 27. junija 2021 so mu v Trzinu odkrili spomenik.